# Nola nephelepasa
Nola nephelepasa är en fjärilsart som beskrevs av Dyar 1914. Nola nephelepasa ingår i släktet Nola och familjen trågspinnare. Inga underarter finns listade i Catalogue of Life.